# Licnoliodes adminensis
Licnoliodes adminensis är en kvalsterart som beskrevs av Grandjean 1933. Licnoliodes adminensis ingår i släktet Licnoliodes och familjen Pheroliodidae. Inga underarter finns listade i Catalogue of Life.